# BFL Canada
 (juillet 2025).
Pour les articles homonymes, voir BFL.
BFL CANADA est une des plus importantes sociétés de gestion de risques, de courtage d’assurance et de services conseils en avantages sociaux au Canada, qui soit détenue et gérée par ses propres employés. En 2024, l’entreprise compte sur une équipe de plus de 1 400 professionnels répartis dans vingt-sept villes à travers le pays (Vancouver, Kelowna, Calgary, Edmonton, Red Deer, Waterloo, Winnipeg, Toronto, Ottawa, Montréal, Laval, Québec, London, Saskatoon, Amherst, Brossard (BFL CANADA - Montérégie), Hamilton, Kamloops, Langley, Prince George, Grande Praire, Thunder Bay, Tracadie-Sheila, Salmon Arm, Halifax)

## Historique
BFL CANADA (dont le nom découle des initiales de son fondateur Barry F. Lorenzetti) fut fondée le 14 décembre 1987, lorsque Barry F. Lorenzetti et ses collègues, Joseph Paré et Tom Sleeper, ainsi que J. Besso and Co. Ltd. (un cabinet de courtage basé à Londres) ont signé un accord afin de créer officiellement le cabinet basé à Montréal. Howard Green était un partenaire chez J. Besso and Co. Ltd. et il a présenté M. Lorenzetti[Qui ?] au fondateur de l'entreprise; après plusieurs rencontres, le cabinet londonien a accepté de prendre un intérêt de 70 % dans l’entreprise naissante, Joe Paré, Tom Sleeper et Barry F. Lorenzetti prenant les 30 % restants.

### La fondation
Le premier bureau de BFL CANADA a été établi au centre-ville de Montréal, au 1801 avenue McGill College, dans le même édifice que l'ancien employeur de Barry F. Lorenzetti et désormais nouveau concurrent, Sedgwick. Cette adresse est située au-dessus du complexe d’affaires et commercial souterrain « RÉSO ».
- BFL CANADA est officiellement incorporée le 14 décembre 1987[5].
- Au printemps 1987, Sylvie Forget quitte Sedgwick et se joint à BFL CANADA le 14 décembre 1987[6].
- Ed Gathercole et quatre de ses collègues se joignent à BFL CANADA en décembre 1988. Leur spécialité était le secteur des films et du divertissement au Canada[7].
- Frank Howden et son équipe d’assurance maritime se joignent à BFL CANADA lors des premiers jours du cabinet en 1989[7].
- En 1991, René St-Onge s’est joint à BFL CANADA, établissant une équipe pour le secteur des municipalités.
- En 1994, Bob Nicholls s’est joint à BFL CANADA, au bureau de Montréal[8].
- En 1997, Daniel Binette a quitté Dale Parizeau pour se joindre à BFL CANADA.L'affiche posée sur la porte du premier bureau de BFL CANADA

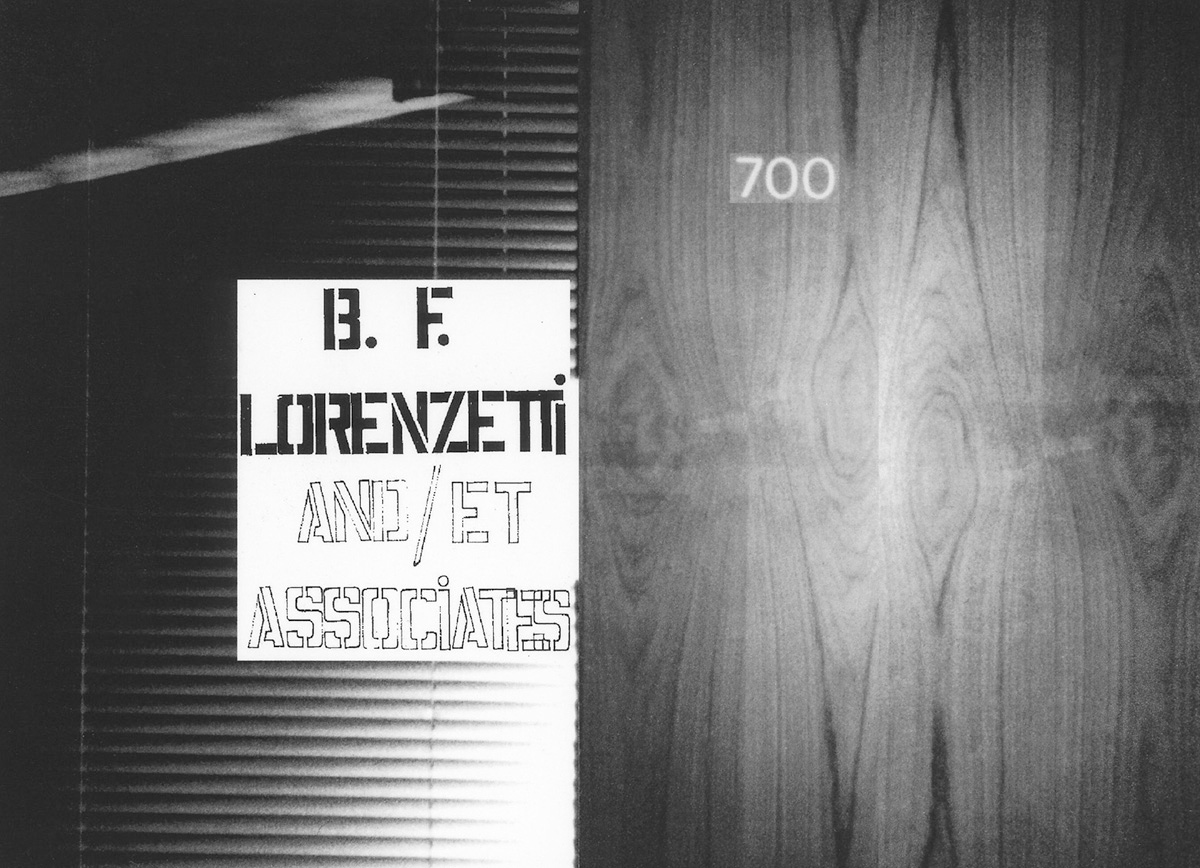
L'affiche posée sur la porte du premier bureau de BFL CANADA

### L'indépendance de BFL CANADA
Au printemps 1991, Jardine, un courtier international, a acheté J. Besso and Co. Ltd. Le 17 mai 1991, BFL CANADA a conclu une entente en vue de racheter les actions de J. Besso and Co. Ltd au cours des cinq années suivantes, assurant ainsi à BFL CANADA une véritable indépendance, un cabinet de courtage à propriété 100 % canadienne.

### Expansion vers Toronto
- En 1994, on a demandé à Ken Walker d’établir un pied-à-terre pour BFL CANADA à Mississauga, en Ontario.
- BFL CANADA a acquis, en 1996, le cabinet de courtage d’assurance spécialisée Classic Equine, basé à Toronto[10].
- Toujours en 1996, Bob Nicholls se voit attribuer le poste intérimaire de vice-président - Exploitation du nouveau bureau de Toronto.

### Services de gestion TSW
En 1995, BFL CANADA crée une filiale nommée TSW Management Services, dirigée par Daniel Tousignant, pour consolider toutes les primes de BFL CANADA auprès d'un de ses assureurs. Cette filiale a été développée en réponse à une directive du siège social de l'assureur qui risquait de faire réduire le nombre de courtiers de son bureau de la province de Québec. Ainsi, l'assureur et BFL CANADA ont pu continuer à faire affaire ensemble.
TSW Management Services compte aujourd'hui plus de 30 employés et 3 bureaux établis à Montréal, Vancouver et Calgary.

### Hockey Canada
En 1996, l’équipe de BFL CANADA constituée de Jim Stirling, Bob Nicholls et de Barry F. Lorenzetti a établi une relation d’affaires avec Hockey Canada.

### Expansion à travers le pays
En 1999, BFL CANADA ouvrait un bureau dans la ville de Québec, suivi en mars 2001 par l’ouverture d’une unité d’exploitation d’une personne à Halifax et d'un bureau à Ottawa en 2003. En 2005, Penny Dyte a été embauchée afin d’établir les activités d’exploitation de BFL CANADA en Alberta. À titre de vice-présidente - Exploitation, Penny a aussi été nommée au Comité national d’exploitation de BFL CANADA. Son premier mandat visait l’ouverture d’un nouveau bureau de BFL CANADA à Calgary.
Étant bien établie dans les régions de l'Ouest, du Centre et de l'Est du Canada, BFL CANADA vise maintenant à accroitre sa présence dans les provinces maritimes et atlantiques.

## Origines du «Lion de BFL CANADA»
Un lion a fait sa première apparition dans l’en-tête de lettre de l’entreprise BFL CANADA lorsque J. Besso and Co. Ltd possédait 70 % des intérêts de l’entreprise, au début de ses opérations. L’en-tête présentait un lion assis sur un globe terrestre. Lorsque Jardine a acquis J. Besso and Co. Ltd en 1991, BFL CANADA a demandé la permission de continuer à utiliser le même logo. Ce qui lui a été refusé. BFL CANADA a donc décidé de conserver le lion en modifiant son positionnement, ne le plaçant plus sur le dessus, mais plutôt devant le globe terrestre. C’était là le premier déplacement du lion, et BFL CANADA l’a fait enregistrer comme marque de commerce par l’avocat de l’entreprise, Stan Selinger. Le lion de BFL CANADA a beaucoup évolué au cours des 30 dernières années, mais il occupe toujours une place prépondérante dans l’emblème de l’entreprise.

## Siège social actuel et haute direction
Le siège social de Montréal a élu résidence dans l’édifice du 2001, avenue McGill College en 1998. Barry F. Lorenzetti, chef de la direction, Président du conseil d'administration et fondateur, a nommé en 2023 Lisa Giannone aux postes de présidente et chef des opérations de BFL CANADA. Dans les dernières années, Frédérik Pelaez a été nommé vice-président exécutif de la région de l'Est, Brian Parsons vice-président exécutif de la région du Centre et Tom DeCoteau vice-président exécutif de la région de l'Ouest.

## Philanthropie
BFL CANADA est le partenaire de diverses organisations caritatives par l'entreprise de ses bureaux à travers le Canada.
- Fondation Barry F. Lorenzetti[16]
- Hockey Canada et la Fondation Hockey Canada[17] ;
- La Société canadienne du cancer et autres œuvres de charité liées au cancer[18] ;
- City Reach Care Society[19] ;
- La Alzheimer society of B.C[20] ;
- L’Hôpital général de Toronto et la TAFF (The Alexander Family Foundation)[21] ;
- L’Hôpital Shriners pour enfants[22] ;
- Le CHU Sainte-Justine[23] ;
- Mission Bon Accueil[21] ;
- Fondation canadienne du rein[21] ;
- Road Hockey To Conquer Cancer[24].
- Collège Jean-de-Brébeuf

## Les années récentes

### BFL CANADA Avantages sociaux
BFL CANADA a acquis une division de consultation en avantages sociaux, BFL CANADA Services Conseils Inc. (SCI) en 2008. Un nouveau bureau a ouvert ses portes dans la ville de Québec en 2011. Un nouveau président, David Vanasse, a pris la direction de l'équipe en 2012. BFL SCI exerce ses activités d’exploitation à Montréal, à Toronto et dans la Ville de Québec. BFL SCI est aussi présente en Alberta et en Colombie-Britannique par le biais de ses partenariats. Cette division porte le nom de BFL CANADA Benefits/Avantages sociaux depuis 2023.

### Lockton Global LLP
Le 19 avril 2012, BFL CANADA annonçait qu’elle serait un partenaire fondateur dans le partenariat avec Lockton Global LLP. BFL CANADA demeure une entreprise indépendante tout comme le sont tous les partenaires constituant Lockton Global,.